# Mirabegró
El mirabegró és un medicament utilitzat per tractar la bufeta hiperactiva. Els seus beneficis són similars a altres medicaments antimuscarínics com la solifenacina o la tolterodina. Es pren per via oral. A Espanya està comercialitzat amb el nom de Betmiga.
Els efectes secundaris comuns inclouen tensió arterial alta, mals de cap i infeccions del tracte urinari. Altres efectes secundaris significatius inclouen retenció urinària, freqüència cardíaca irregular i angioedema. Funciona activant el receptor adrenèrgic β3 a la bufeta, donant lloc a la seva relaxació.
El mirabegró és el primer agonista beta-3 disponible clínicament amb aprovació per al seu ús en adults amb bufeta hiperactiva. El mirabegró va ser aprovat per a ús mèdic als Estats Units i a la Unió Europea el 2012.